# Kabel 1
Kabel 1 ili kabel eins je njemačka televizija sa sjedištem u Münchenu koja prikazuje međunarodne filmove i serije, 24 sata dnevno.
Osnovana je 1992. godine.